# Newmarket
Newmarket es una ciudad y un parroquia civil del distrito de Forest Heath, en el condado de Suffolk (Inglaterra). Su población de acuerdo al censo del 2001 es de 16.947 habitantes. Según el censo de 2011, Newmarket parroquia civil tenía 16.615 habitantes.